# Дубровачки архив
Дубровачки архив, или Државни архив у Дубровнику, државни је архив смјештен у Дубровнику у Хрватској. У свом саставу има материјал настао у државној служби Дубровачке републике, тј. нотарске и секретарске услуге из 13. вијека и након пада Републике 1808. године документа настала у службама и институцијама у граду Дубровника током француске, хабзбуршке, југословенске и хрватске власти.
Архив је важан јер је Дубровачка република имала трговинске и политичке везе са свим земљама на Средоземном мору и унутрашњости југоисточног дијела Европе; штавише, документи и записи из тог периода представља врло драгоцену историјску грађу за проучавање дубровачке историје, као и историје Хрватске и сусједних земаља.

## Историја
Дубровачки архив је настао као резултат нотарских и секретарских услуга из 13. вијека, са архивским материјалом смјештеним на различитим локацијама, као што су канцеларије цивилне службе, магистрата и канцеларије изван зидина града. С обзиром да су материјали из средине 15. вијека чувани у украшеним орманима у Кнежевом двору, који и даље имају исту сврху. Други дио архивираног материјала састоји се од најважнијих привилегија и уговора склопљених између Републике и околних владара, вјерских великодостојника и градова са којима је Дубровник одржавао политичке и трговинске односе, чувани су у ризници катедрале Узнесења Блажене Дјевице Марије на небо. Поред ове двије архивске локације, Дубровачка република је имала још неколико, али су сви уништени, као што је и архив у Надбискупском двору уништен током пожара 1667. године.
Највећи дио архивираних докумената настао је радом канцеларија градске власти, чија је организација завршена током 15. вијека. Постојећа државна архива је основана као засебна установа, разним извршним одлукама највиших органа Дубровачке републике. Термин архив је први пут потврђен 1599. године, а 1760. године архивирани документи са разних локација су били смјештени у Кнежевом двору. Потврда термин државни архив датира из 1783. године. Те године је забиљежена структура архиве подијељена на 14 серија (861 томова), док су остали неувезани документи били распоређени у 10 столова, од слова А до слова К. Током 19. и 20. вијека највећи дио архивске грађе је одузет. Архив је 1920. године почео са радом као независна институција, а 1952. године је премјештен у палату Спонза, гдје се и данас налази.

## Архив данас
Данашња збирка садржи 300 фондова и колекција, са више од 2,7 милиона страница писаних докумената, исправа, докумената и осталих. Најстарији документи су була папе Бенедикта VIII из 1022. године и документи о оснивању бенедиктинског манастира на острву Локруму из 1023. године, сачувани у препискама из каснијих вијекова. Главни фондови архивске грађе су из времена Републике и француске управе. У архиву се налазе записи канцеларија и установа које су постојале током 19. и 20. вијека у граду и његовој околини. Осим њих, у архиву се налазе и књиге из Дубровника и острва Корчула до 1860. године, Збирка географских карата, као и приватни породични архиви. Данас, архив складишти материјал из Дубровачко-неретванске жупаније, функциониште као спољна архивска служба. Архив је данас подијељен на сљедеће организационе јединице:
1. Одјељење за заштиту и обраду архивске грађе од националног значаја — архивни фондови Дубровачке републике, француске управе и старије архивске грађе Корчуле до 1797;
2. Одјељење за заштиту и обраду архивске грађе управе до 1814. до 1945;
3. Одјељење за заштиту и обраду архивске грађе управе од 1945;
4. Одјељење за заштиту и обраду архивске грађе правосуђа, нотаријата и тужилаштва;
5. Одјељење за заштиту и обраду архивске грађе приватних и породичних фондова и збирки, културних, просвјетних, социјалних и здравствених установа, друштевних и политичких организација друштава и удружења;
6. Одјељење за заштиту и обраду архивске грађе привредних, новчарских и поморских фондова;
7. Одјељење за заштиту и обраду архивске и регистратурне грађе изван архива;
8. Одјељење за фотографију, микрографију, репрографију и дигитализацију архивске грађе, документацијско-информацијске послове с библиотеком;
9. Лабораторија за конзервацију и рестаурацију архивске грађе и
10. Одјељење за правске, управне, рачуноводствене и опште послове Архива.